# 热基耶
热基耶是巴西巴伊亚州的一个市镇。总面积3035.423平方公里，总人口150541人，人口密度49.6人/平方公里。